# Spiranthes romanzoffiana
Spiranthes romanzoffiana é uma espécie de orquídea pertencente ao gênero Spiranthes. É nativa dos Estados Unidos da América e das Ilhas Britânicas .
Ela foi descrita por Chamisso durante a expedição Romanzov, em 1928, e foi nomeada em honra de Nikolay Rumyantsev, que a financiou.

## Nome comum
- Alemão: Romanzoffs Drehwurz.
- Espanhol: Trenzas de damas moñuda.
- Inglês: Irish Lady's-tresses.

## Sinonímia
- Gyrostachys romanzoffiana (Cham.) MacMill. (1892)
- Orchiastrum romanzoffianum (Cham.) Greene (1894)
- Ibidium romanzoffianum (Cham.) House (1906)
- Triorchis romanzoffiana (Cham.) Nieuwl. (1913)
- Neottia gemmipara Sm. (1828)
- Spiranthes gemmipara (Sm.) Lindl. (1829)
- Gyrostachys gemmipara (Sm.) Kuntze (1891)
- Gyrostachys stricta Rydb. (1900)
- Ibidium strictum (Rydb.) House (1905)
- Spiranthes stricta (Rydb.) A. Nelson (1909)
- Triorchis stricta (Rydb.) Nieuwl. (1913)